# Брусевци
Брусевци е село в Южна България. Намира се в община Маджарово, област Хасково.
Старото име на селото е Кюселер. Към 1934 г. селото има 110 жители. В днешно време няма постоянно население.